# Hochelaga (district électoral)
Pour les articles homonymes, voir Hochelaga.
Hochelaga est un district électoral québécois ayant existé  de 1867 à 1912.

## Historique
Le district électoral d'Hochelaga a été créé lors de la fondation de la confédération canadienne en 1867. Il a été aboli lors de la réforme de la carte électorale qui modifiera grandement les districts montréalais

## Liste des députés
| Législature                                                                                   | Années    | Député                   | Député                   | Parti        |
| --------------------------------------------------------------------------------------------- | --------- | ------------------------ | ------------------------ | ------------ |
| Hochelaga                                                                                     |           |                          |                          |              |
| 1e                                                                                            | 1867–1871 |                          | Louis Beaubien           | Conservateur |
| 2e                                                                                            | 1871–1875 |                          | Louis Beaubien           | Conservateur |
| 3e                                                                                            | 1875–1878 |                          | Louis Beaubien           | Conservateur |
| 4e                                                                                            | 1878–1881 |                          | Louis Beaubien           | Conservateur |
| 5e                                                                                            | 1881–1886 |                          | Louis Beaubien           | Conservateur |
| 6e                                                                                            | 1886–1887 | Joseph-Octave Villeneuve |                          | Conservateur |
| 6e                                                                                            | 1888–1890 |                          | Charles Champagne        | Libéral      |
| 7e                                                                                            | 1890–1892 |                          | Joseph-Octave Villeneuve | Conservateur |
| 8e                                                                                            | 1892–1897 |                          | Joseph-Octave Villeneuve | Conservateur |
| 9e                                                                                            | 1897–1900 |                          | Daniel-Jérémie Décarie   | Libéral      |
| 10e                                                                                           | 1900–1904 |                          | Daniel-Jérémie Décarie   | Libéral      |
| 11e                                                                                           | 1904–1908 | Jérémie-Louis Décarie    |                          | Libéral      |
| 12e                                                                                           | 1908–1912 | Jérémie-Louis Décarie    |                          | Libéral      |
| Dissoute dans Maisonneuve, Montréal-Dorion, Montréal-Hochelaga, Montréal-Laurier et Westmount |           |                          |                          |              |

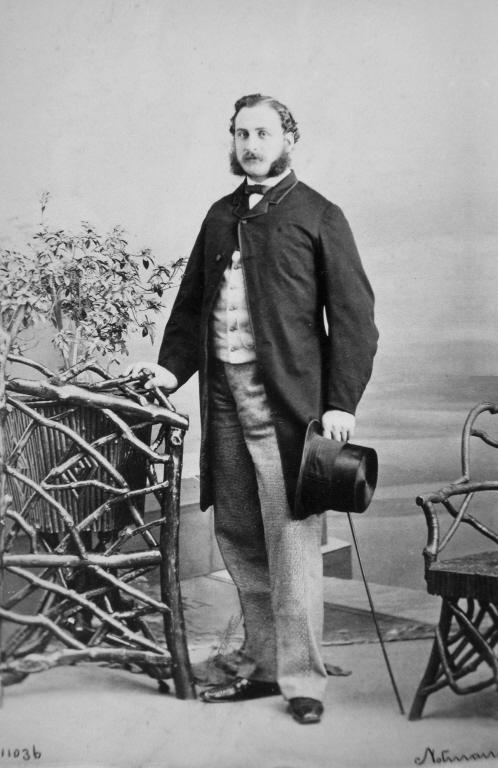
Louis Beaubien est député d'Hochelaga de 1867 à 1886 pour le Parti conservateur du Québec.
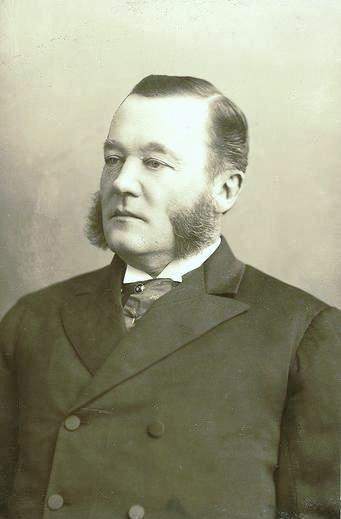
Joseph-Octave Villeneuve est député d'Hochelaga de 1886 à 1887 et de 1890 à 1896 pour le Parti conservateur du Québec.
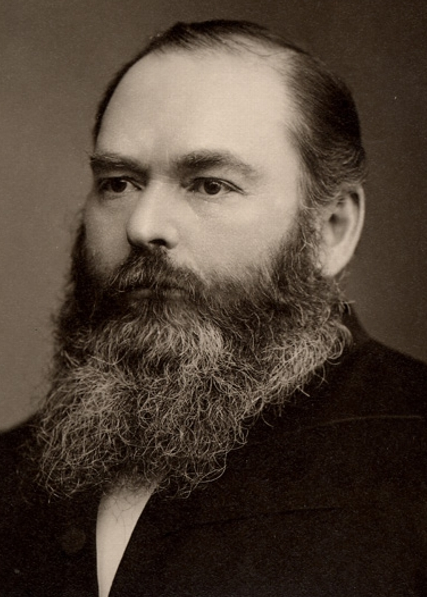
Charles Laplante Champagne est député d'Hochelaga de 1888 à 1890 pour le Parti libéral du Québec.
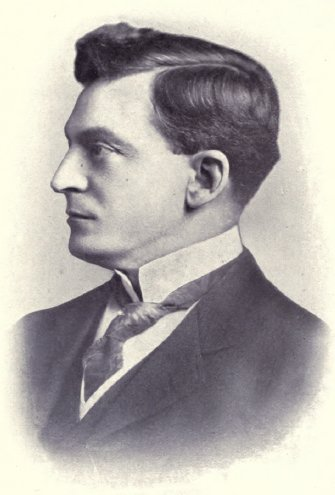
Jérémie-Louis Décarie est député d'Hochelaga de 1908 à 1912 pour le Parti libéral du Québec.